# Aoi Ando
Aoi Ando (japanisch 安藤 阿雄依 Ando Aoi; * 4. Januar 2005 in Ichihara, Präfektur Chiba) ist ein japanischer Fußballspieler.

## Karriere
Aoi Ando erlernte das Fußballspielen in der Jugendmannschaft von Shimizu S-Pulse. Hier unterschrieb er am 1. Februar 2023 seinen ersten Vertrag. Der Verein aus Shimizu, einer Stadt in der Präfektur Shizuoka, spielte in der zweiten japanischen Liga. Einen Tag später wechselte er auf Leihbasis zum Drittligisten Azul Claro Numazu. Sein Drittligadebüt für den Verein aus Numazu gab Aoi Ando am 5. März 2023 (1. Spieltag) im Auswärtsspiel gegen Kamatamare Sanuki. Bei der 1:0-Niederlage wurde er in der 86. Minute für Takumi Tsukui eingewechselt. Nach sieben Ligaspielen kehrte er Ende Januar 2024 zu S-Pulse zurück. Am Ende der Saison 2024 feierte er die Meisterschaft und stieg in die erste Liga auf.

## Erfolge
Shimizu S-Pulse
- Japanischer Zweitligameister: 2024